# Ctenogobius fasciatus
Ctenogobius fasciatus is een straalvinnige vissensoort uit de familie van grondels (Gobiidae). De wetenschappelijke naam van de soort werd voor het eerst geldig gepubliceerd in 1858 door de Amerikaanse ichtytoloog Theodore Nicholas Gill.